# キャリタス
株式会社キャリタス（Career-tasu, Inc.）は、人材情報を提供する会社。

## 概要
1973年創業。「採用広報」（企業の人材採用に関するコンサルティング、採用広報活動の企画提案、広報活動の企画提案、人材紹介・派遣事業）と「教育広報」（高等教育機関の学生募集に関するコンサルティング）を主軸とした人材総合サービス）を事業とする企業。新卒者向けの「キャリタス就活」、高校生向けの「キャリタス進学」などを運営する。
また、海外留学生向けのサービスにも注力しており、careerforum.netというサイト上で、海外留学生をターゲットにした人材紹介のほか、ボストンキャリアフォーラム、ロサンゼルスキャリアフォーラム、ロンドンキャリアフォーラム、東京ウインターキャリアフォーラムなどのジョブフェアを開催している。
2022年6月には、海外経験のある人材向けダイレクトオファー型の就職・転職サービスであるGlobalCareer.comを開始した。

## 沿革
- 1973年（昭和48年）- 東京都新宿区にて株式会社ディスコとして創業
- 1975年（昭和50年）- 日本経済新聞社との業務提携により日経就職ガイド企画立案
- 1978年（昭和53年）- 日経就職ガイド創刊・発行協力
- 1983年（昭和58年）- 日本経済新聞社広告局後援で合同企業説明会「日経就職フォーラム」企画運営
- 1987年（昭和62年）- ボストンで「キャリアフォーラム・イン・USA」を開催
- 1989年（平成元年）- 米国子会社（DISCO International Inc）を設立
- 1990年（平成2年）- ロンドンで「キャリアフォーラム・イン・ヨーロッパ」、サンフランシスコで「キャリアフォーラム」を開催
- 1991年（平成3年）- 東京都新宿区下宮比町に本社移転
- 1992年（平成4年）- 米国子会社を「DISCO International Inc.」に改称
- 1994年（平成6年）- 教育広報事業部新設 適性診断テスト「ハーバード21」開発・販売
- 1998年（平成10年）- 「CareerForum.Net」開設
- 1999年（平成11年）-『日経就職ガイド 看護学生版』創刊・発行協力、「日経就職ナビ 看護学生版」サービス開始 「東京サマーキャリアフォーラム」開催
- 2000年（平成12年）- 新卒紹介・派遣（C-1）事業開始「東京ウィンターキャリアフォーラム」開催 「上海キャリアフォーラム」開催
- 2001年（平成13年）- 財団法人日本情報処理開発協会より「プライバシーマーク」の使用認定を受ける
- 2006年（平成18年）- 東京都文京区後楽に本社移転
- 2008年（平成20年）- 教育機関向け決済サービス「e-apply」サービス開始
- 2009年（平成21年）- 企業と大学を結ぶ「ネット求人システム」サービス開始「UniCareer」（現・キャリタスUC）を提供開始
- 2013年（平成25年）- 高校生向け進学情報ツール「スクールアプリ」を学校向けに販売開始 イベント・研修・スタジオ施設「神楽坂 Human Capital Studio」（新宿区）を開設
- 2014年（平成26年）- LINEと提携し「LINE進学」サービス開始  成果報酬型・転職サイト「キャリタス転職」サービス開始
- 2015年（平成27年）- 進学、就職に関わるサービスブランドを「キャリタス」に統一、就職情報サイト「キャリタス就活」サービス開始（協力：日本経済新聞社・日経HR) 高校生のための進学情報サイト
- 2016年（平成28年）- 本社を東京都文京区後楽2-5-1に移転
- 2020年（令和2年）- 宮崎市にビジネスソリューション事業  宮崎オフィスを開設
- 2022年（令和4年）- 海外経験者向けダイレクトリクルーティングサービス「GlobalCareer.com」を開設[3]
- 2024年（令和6年）- 株式会社ディスコから株式会社キャリタスへ社名変更[4]。

## サービス
- キャリタス就活
- キャリタス進学
- キャリタスUC
- キャリタス看護
- CareerForum.Net
- GlobalCareer.com